# Puisaye (région naturelle)
Pour les articles homonymes, voir Puisaye.
La Puisaye [pɥizɛ] (ou Puissaie) est une région naturelle française située aux confins de l'Orléanais, du Nivernais et de la Bourgogne. Cette région se nomme indifféremment Puisaye ou Poyaude et ses habitants sont des Puisayens ou des Poyaudins.

## Géographie

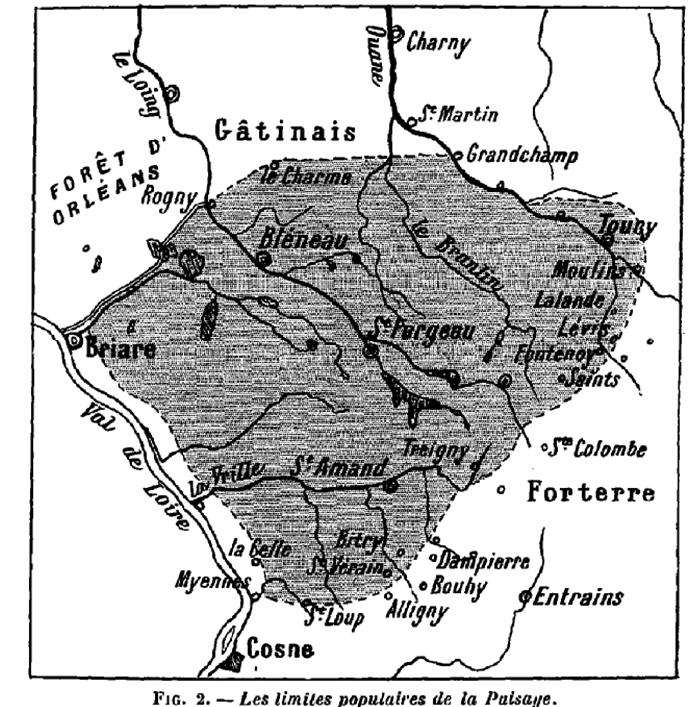
Carte des limites de la Puisaye par G. Goujon

L'image traditionnelle de la Puisaye est celle d'une région de forêts et d'étangs dans de petites vallées humides et verdoyantes.

### Limites territoriales
Région qui ne répond à aucune circonscription administrative ou religieuse, actuelle ou passée, la Puisaye a cependant été décrite et délimitée dans plusieurs coutumes, atlas, et études,.
Les limites qui y sont décrites sont, au sud (dans la Nièvre), une ligne suivant Saint-Vérain, Dampierre-sous-Bouhy, Treigny, Sainte-Colombe-sur-Loing, Sougères ; à l'Est, Fontenoy, Lalande jusqu'à l'Ouanne et Toucy ; à l'Ouest, « entre Briare et Cosne, elle commence à trois ou quatre kilomètres du fleuve » soit Arquian, Thou, Dammarie-en-Puisaye, Batilly-en-Puisaye (dans le Loiret). La limite nord court de Toucy, Grandchamp, Champignelles, Le Charme, Rogny-les-Sept-Écluses, entre Yonne et Loiret.
Le canton de Charny dans l'Yonne comprenant Saint-Martin-sur-Ouanne, comme Parly, sont cependant souvent également cités comme faisant partie de la Puisaye, dans les ouvrages postérieurs à 1945.

### La région agricole de Puisaye

En vert pâle (en bas à droite), la petite région agricole de Puisaye dans le département du Loiret.

En 1946, le ministère de l'agriculture découpe le territoire national en régions agricoles. Ces circonscriptions regroupent des communes formant une zone d'agriculture homogène. La Puisaye constitue l'une de ces régions. Elle regroupe depuis lors 65 communes de l'Yonne, du Loiret et de la Nièvre :
Communes de l'Yonne
- Beauvoir
- Bléneau
- Champcevrais
- Champignelles
- Charny Orée de Puisaye
- Diges
- Dracy
- Egleny
- Fontaines
- Fontenoy
- Lainsecq
- Lalande
- Lavau
- Leugny
- Lévis
- Merry-la-Vallée
- Mézilles
- Moulins-sur-Ouanne
- Moutiers-en-Puisaye
- Parly
- Pourrain
- Rogny-les-Sept-Écluses
- Ronchères
- Sainpuits
- Sainte-Colombe-sur-Loing
- Saint-Fargeau
- Saint-Martin-des-Champs
- Saint-Privé
- Saints-en-Puisaye
- Saint-Sauveur-en-Puisaye
- Sougères-en-Puisaye
- Tannerre-en-Puisaye
- Thury
- Toucy
- Treigny
- Villeneuve-les-Genêts
- Villiers-Saint-Benoît

Communes du Loiret
- Adon
- Aillant-sur-Milleron
- Batilly-en-Puisaye
- Boismorand
- Bonny-sur-Loire
- Breteau
- Briare
- La Bussière
- Champoulet
- Le Charme
- Châtillon-Coligny
- Dammarie-en-Puisaye
- Dammarie-sur-Loing
- Escrignelles
- Faverelles
- Feins-en-Gâtinais
- Gien
- Melleroy
- Ousson-sur-Loire
- Ouzouer-sur-Trézée
- Sainte-Geneviève-des-Bois
- Saint-Maurice-sur-Aveyron
- Thou

Communes de la Nièvre
- Arquian
- Bitry
- Dampierre-sous-Bouhy
- Saint-Amand-en-Puisaye
- Saint-Vérain

### Voies de communication et transports
La région est traversée par la route départementale 965 reliant Auxerre au Nord-Est à la vallée de la Loire au Sud-Ouest via Toucy et Saint-Fargeau. Elle est située entre les autoroutes A6 au Nord-Est (sortie 20) et A77 au Sud-Ouest (sorties 20, 21 et 22),.
Elle est aussi traversée par la Route Buissonnière portée à cet endroit par la RD 950 (ex-RN 450).
La ligne ferroviaire Triguères – Surgy, déclassée de Charny à Surgy, est utilisée par le train touristique de Puisaye entre Villiers-Saint-Benoît et Fontenoy.

### Climat
Le climat est semi-continental. Les hivers sont souvent froids et humides. Il n'est pas rare de voir de la neige tenir au sol durant plusieurs jours. Sur les plateaux, des congères peuvent se former. Les printemps sont relativement doux et les étés souvent chauds et orageux. La chaleur estivale peut toutefois être tempérée par des vents d'ouest. Les 4 saisons sont bien marquées et les pluies fréquentes ainsi que les sols argileux sont favorables aux cultures et aux pâturages.

### Géologie
Les contrastes sont marqués entre le centre et le Nord dont le sous-sol crayeux permet la culture et le Sud-Est et l'Est installés sur les sables et les argiles du crétacé inférieur qui présentent un paysage de bocage.
Le grès ferrugineux est également une caractéristique géologique de la Puisaye, qui se retrouve dans l'habitat traditionnel.

### Hydrographie

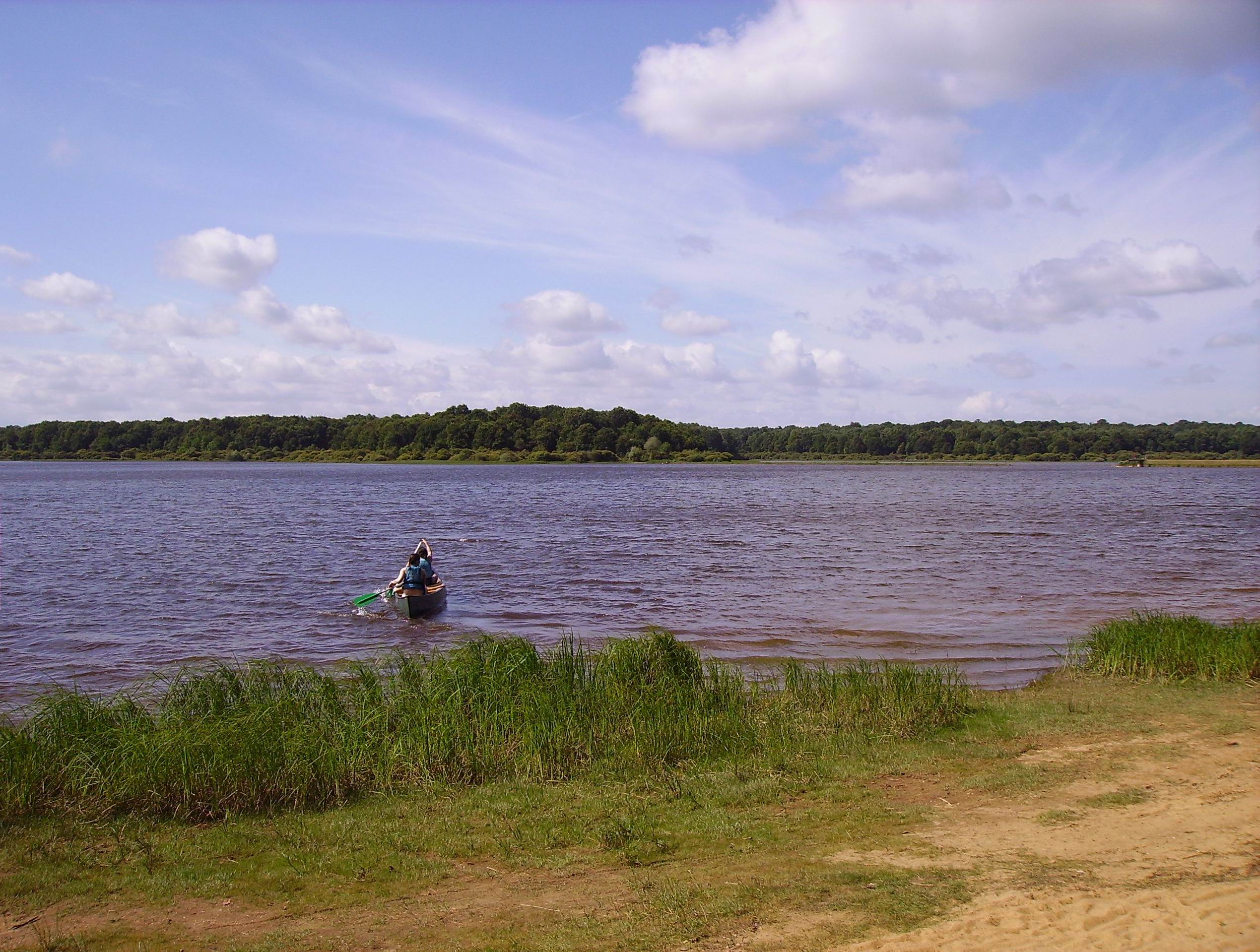
Le lac du Bourdon

La Puisaye est située à cheval sur les bassins versants de la Loire et de la Seine.
Plusieurs rivières traversent la région. Le Loing, affluent de la Seine en rive gauche, prend sa source à Sainte-Colombe-sur-Loing. L'Ouanne, un affluent du Loing, le Branlin, un affluent de l'Ouanne et l'Agréau, un affluent du Branlin, traversent également le territoire.
La Puisaye comprend aussi des mares et des étangs tels que ceux de la Grande-Rue, des Blondeaux, de la Tuilerie, de la Cahauderie, de la Gazonne, Lélu, de Potieux, de Moutiers, de Charmoy, de Guédelon, de Chassin et des Barres.
Le lac du Bourdon d'une superficie de 2,2 km2 constitue une réserve naturelle et une base de loisirs.

## Toponymie
Puisaye est attesté sous différentes formes : Poiseia, Puseio, Pusceia au VIIIe s., Puseia[Quand ?], Pulegia[Quand ?], Puseya[Quand ?], Pusaya[Quand ?], Puteacia[Quand ?], Podiaceia[Quand ?], Posoye[Quand ?], Puisoye[Quand ?].
Peut-être d'un primitif *Putis(i)aca, nom en -(i)acum, suffixe d'origine gauloise au féminin, précédé d'un élément obscur. Cependant, l'hypothèse d’un dérivé du substantif puits, homonyme de La Puisaye, nom d'une commune de l'Eure-et-Loir (anciennement puis) est mieux documentée. Le suffixe est identique, soit le suffixe collectif d'origine latine et gauloise -atum ou celui d'origine gauloise -acum comme dans Le Puiset-Doré (Maine-et-Loire, Puziatum, Puziacum 1052 - 1082), mais au féminin. D'où le sens global d'« ensemble de puits », par extension « de sources », « de zones humides ».

## Histoire

### Antiquité
Aux temps de la Gaule celtique, la région était sous la domination de la tribu gauloise des Sénons. Il semble qu'à l'époque de la conquête romaine durant la Guerre des Gaules, la région soit une forêt où le travail du fer semble être une activité majeure.

### Moyen Âge
Les premières traces de l'existence de Saint-Fargeau, datent du VIIe siècle dans le testament de Vigile d'Auxerre alors évêque d'Auxerre.
En 841 s'est tenue la bataille de Fontenoy-en-Puisaye.
La région semble s'être maintenue à l'écart de l'organisation féodale jusqu'au Xe siècle. Héribert d'Auxerre († 996 ou après), évêque d'Auxerre et fils naturel d'Hugues le Grand duc de Bourgogne, fait construire les châteaux de Saint-Fargeau et de Toucy, symboles de l'avènement de la féodalité dans la région.
Au XIe siècle, les fiefs s'organisent, plusieurs châteaux sont édifiés. Les moines de l'abbaye voisine de Fleury à Saint-Benoît-sur-Loire viennent dans la région pour y bâtir un monastère à Villiers-Saint-Benoît. Les premiers établissements agricoles sont fondés par des religieux, structurant le territoire et créant des foyers de peuplement.
En 1194, un bailli royal est localisé à Sens. Il est le premier du domaine royal à être ainsi localisé alors que l'institution est connue depuis 1184. Le bailliage de Sens comprend à l'époque médiévale Melun, Nemours, Courtenay, Auxerre, le Donziois, la Puisaye, le Tonnerrois, la région de Langres jusqu'à la Saône, d'importants éléments du Barrois Mouvant, le Nord-Ouest troyen, des éléments épars près de Châlons-en-Champagne.

### Temps modernes
En 1789, l'abolition des privilèges est proclamée au nom du peuple par les révolutionnaires qui imposent alors le partage des biens communaux (prés, mais aussi bois). Ceci encourage de nombreux riverains à se servir anarchiquement dans ce qui reste des anciennes forêts ; restes qui sont selon les rapports des préfets de départements de l'époque très rapidement surexploités, dévastées, et parfois brûlées pour en revendre la cendre comme engrais, quand on n’y prend pas également l’humus pour le mettre sur les champs. Les paysans vont en nombre se servir en forêt au point qu’il serait dangereux de s'y opposer explique le préfet de l’Ariège.
Le député (et membre du comité d'agriculture) Jean-Baptiste Rougier de La Bergerie relaye alors vainement auprès de l’Assemblée les vives réclamations remontées par les administrateurs de presque tous les départements concernant les effets dramatiques du déboisement, sur l’agriculture, le régime des eaux, l'érosion, le climat et la santé, ou sur l’Économie. Tous les rapports prédisent une grave crise sociale, agricole, économique et dirions nous aujourd’hui « écologique » si rien n’est fait pour stopper l’arasement et le défrichement anarchique des bois et forêts.
En 1804, Le préfet de l'Yonne, M. de la Bergie, comme la plupart de ses collègues des autres départements alerte le ministre de l'intérieur et le gouvernement quant aux effets dévastateurs du défrichement, y compris dans la Puisaye (ici nommée Puissaie) :
« Ce département (L'Yonne) est peut-être celui qui offre les plus tristes effets de la destruction des bois, et contre lequel viennent s'évanouir les fatales assurances données, que l'intérêt privé suffit pour la conservation des bois; le centre très montueux, ou mamelonné (du département), est entièrement dégarni de bois et même d'arbres ; il ne possède plus que des bois taillis à ses extrémités; il n'y a plus de futaie, même dans la Puissaie, qui en était si riche autrefois. Cependant les vignobles de l'Yonne sont immenses, et le mode de leur culture exige une grande consommation de bois pour les échalas et pour les tonneaux (…) Dans la partie du sud, les sécheresses sont extrêmes, des villages considérables en sont réduits à faire des trajets de deux à trois lieues pour aller chercher de l'eau. A Courson, à sept lieues du chef-lieu, des vieillards ont vu deux moulins sur le ruisseau d'une fontaine qui ne coule plus qu'en hiver, tous les bois circonvoisins ayant été défrichés. Les belles fontaines de Bruges, qui autrefois ravivaient constamment la rivière de l'Yonne, donnent à peine des eaux par trois bouches, sur onze qu'elles avaient il y a moins d'un siècle. Sur d'autres points, les ruisseaux ne sont que des torrents ».
Le paludisme, alors très présent, disparaît de la région à la fin du XIXe siècle.

### Histoire administrative

#### Circonscriptions administratives et fiscales
L'hypothèse de la Puisaye héritière d'un second municipe de la cité d'Auxerre existant au Ve siècle a été envisagée, mais sans éléments décisifs.
Le nom de Pusceia apparaît au VIIIe siècle. Au Moyen Âge, la Puisaye est partagée entre le pagus senonicus et le pagus autissiodorensis.
En 1285, les seigneurs de Saint-Fargeau s'intitulent seigneurs de Puisaye.
Sous l'Ancien Régime, la Puisaye dépend des bailliages de Gien, Montargis (Rogny, Bléneau, Dammarie, Saint-Fargeau, Mézilles), Orléans, Auxerre (Saint-Sauveur, Toucy, Saint-Amand, Arquian, Bouhy, Treigny), Troyes, Sens, Nevers (Saint-Vérain).
et des élections de Gien (Saint-Fargeau, Saint-Amand, Bouhy, Toucy), Tonnerre (Parly), Montargis (Rogny), Joigny (Charny), Clamecy (Saint-Sauveur) et La Charité (Saint-Vérain).
Saint-Fargeau est le siège d'un grenier à sel, dont le ressort déborde sur la région naturelle de Forterre mais ne comprend pas l'Ouest de la Puisaye, ni Treigny ni Toucy.
Bléneau, Saint-Fargeau et Toucy constituent le comté de Saint-Fargeau, qui ne recouvre donc qu'une partie de la Puisaye.
Il a existé un arrondissement de Saint-Fargeau créé par les édits de juin 1787, il fut supprimé lors de la création des départements.

#### Circonscriptions religieuses
La Puisaye relève historiquement presque entièrement du diocèse d'Auxerre jusqu'à la Révolution française. Le Nord de la région, à partir de Dracy, Champcevrais et Rogny, relève de l'évêché de Sens.
Il existait un archidiaconé de Puisaye au moins depuis 1249. Celui-ci était subdivisé en deux archiprêtrés de Puisaye et de Saint-Bris, au moins dès 1382. L'archiprêtré dit de Puisaye ne comprend ni Toucy, ni Fontenoy.

## Économie
La Puisaye a été dans l'Antiquité une région métallurgique et minière par la production de fer brut en bas-fourneaux, comme l'attestent les quelque 2 500 ferriers, amas de résidus et de scories issus de la réduction du minerai de fer en bas-fourneaux et formant des monticules de toutes tailles, de la taille d'une table de ping-pong jusqu'au ferrier antique de Tannerre-en-Puisaye qui, couvrant un peu plus de 30 ha, est le plus grand ferrier de France avec celui des Martys (Aude) et l'un des plus grands d'Europe. Après celui de Tannerre, les plus grands sont à Villiers-Saint-Benoît, Dracy, Toucy notamment ; on en trouve aussi de bonne taille à Lavau, Mézilles, Saint-Fargeau, Saint-Martin des Champs, La Villotte, Grandchamp, Treigny, Fontaines, Septfonds, Villeneuve-les-Genêts, Arquian, Saint-Amand, Faverelles... Leur datation s'échelonne du Second Âge du fer à la fin du Bas-Empire principalement.
Pays fermé d'élevage et de pâtures, la Puisaye a été très longtemps pauvre et isolée. L'habitat y était très dispersé. Les ressources naturelles expliquent deux activités liées qui ont marqué l'histoire économique du pays de Puisaye : l'exploitation du bois et la poterie, celle-ci étant grande consommatrice de celui-là.
La poterie a été une véritable industrie avec des usines jusqu'au milieu du XXe siècle. Elle est encore vivante grâce à la présence de nombreux céramistes potiers, notamment à Saint-Amand-en-Puisaye et Bonny-sur-Loire, au travers de productions artistiques ou artisanales.

## Administration

### Arrondissements
La Puisaye se situe à cheval sur les arrondissements d'Auxerre, de Cosne-Cours-sur-Loire, et de Montargis.

### Cantons
La Puisaye était située totalement ou partiellement sur le territoire de dix cantons : cinq anciens cantons du département de l'Yonne (Bléneau, Charny, Saint-Fargeau, Saint-Sauveur-en-Puisaye et Toucy), ;  deux anciens cantons du département de la Nièvre (Saint-Amand-en-Puisaye et la partie Est du canton de Cosne-Cours-sur-Loire-Nord), et trois anciens cantons du département du Loiret (Briare, la partie Nord-Est du canton de Gien et la partie Sud du canton de Châtillon-Coligny).
Depuis 2014, elle est située dans les cantons de Charny, Cœur de Puisaye et Vincelles pour l'Yonne, Pouilly-sur Loire pour la Nièvre,  et Gien et Chatillon-Coligny pour le Loiret

### Intercommunalités
Administrativement, en 1995, à la suite de la loi Pasqua d'orientation pour l'aménagement et le développement du territoire, il a été créé un Pays de Puisaye-Forterre associant 69 communes de ces deux territoires des départements de l'Yonne et de la Nièvre situés en région Bourgogne, excluant de facto les communes du Loiret, dépendant de la région Centre, et appartenant au syndicat mixte du Pays du Giennois. Le Pays de Puisaye-Forterre est dissous en 2016.
Plusieurs communautés de communes ont été constituées dans ce territoire et ont fusionné aux gré des réformes de 1996 à 2017 :  communautés de communes de la Puisaye Fargeaulaise ; du canton de Bléneau et du Toucycois fusionnées pour Cœur de Puisaye , de Saint-Sauveur-en-Puisaye et de la Puisaye Nivernaise fusionnées pour Portes de Puisaye-Forterre, Communauté de communes de l'Orée de Puisaye devenue commune nouvelle Charny-Orée-de-Puisaye.
Depuis 2017, les parties nivernaise et icaunaise de la Puisaye sont intégrées à la Communauté de communes de Puisaye-Forterre, la partie Loiretaine à la Communauté de communes du Berry Loire Puisaye et à la Communauté de communes Canaux et Forêts en Gâtinais.

## Culture et patrimoine

### Monuments et lieux touristiques

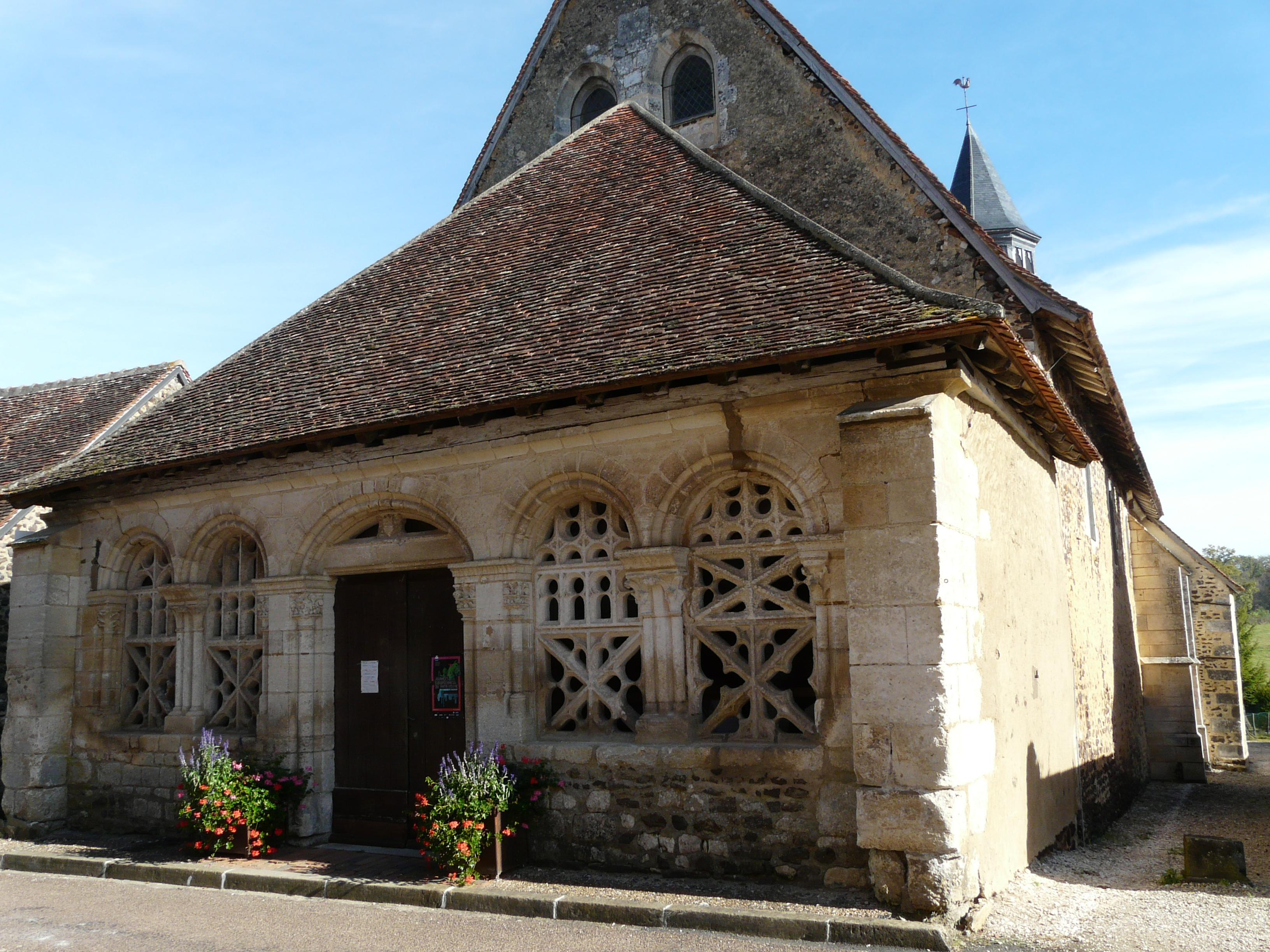
L'église de Moutiers-en-Puisaye

Plusieurs monuments édifiés sur le territoire de la Puisaye sont totalement ou partiellement inscrits ou classés à l'inventaire des Monuments historiques :
- à Fontenoy : l'église Saint-Marien classée  le 4 juin 1993[A 1]
- à Saint-Fargeau : le château classé le 5 mai 1949[A 1], la tour de l'horloge classée le 12 septembre 1923[A 2], l'église Saint-Ferréol classée le 13 avril 1907[A 3], l'église de Ronchères classée le 16 juillet 1984[A 4], l'église de Septfonds inscrite le 21 septembre 1983[A 5], l'église de Saint-Martin-des-Champs inscrite le 5 mai 1926[A 6] ;
- à Toucy : l'église fortifiée Saint-Pierre
- à Treigny : le château de Ratilly inscrit le 3 octobre 1983[A 7], l'église Saint-Symphorien classée le 15 juin 1939[A 8] ;
- à Moutiers-en-Puisaye : l'église classée en 1862[A 9] et le four à poterie de la Bâtisse inscrit le 23 décembre 1985[A 10] ;
- à Saint-Sauveur-en-Puisaye : maison natale de Colette.
- à Saint-Amand-en-Puisaye : l'église Saint-Amand classée le 27 août 1975[A 11], le château classé le 28 novembre 1991[A 12].

Parmi les sites touristiques, peuvent être cités :
- à Treigny : le chantier médiéval de Guédelon qui exploite le grès ferrugineux in situ pour construire un château fort avec les méthodes et les connaissances du XIIIe siècle[21]. Le parc naturel de Boutissaint permet d'observer des animaux (cerfs, chevreuils, sangliers...) évoluant en semi-liberté dans un parc de 400 hectares[22].

### Patrimoine naturel

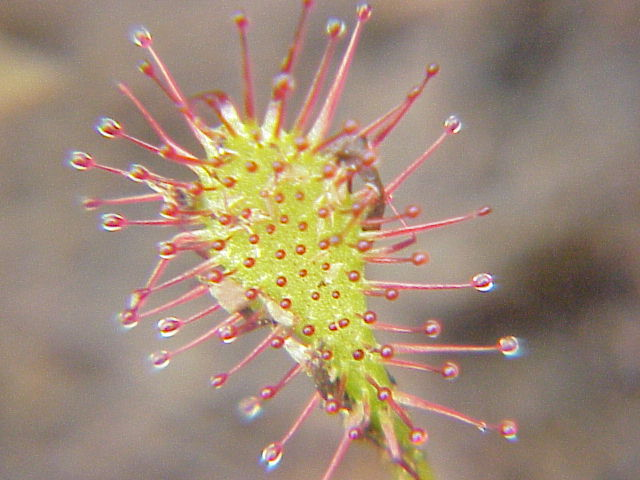
Feuille de Droséra intermédiaire

Plusieurs forêts ou bois composent le paysage de la région : les forêts de Merry-Vaux, Dracy et les bois du Beau-Buisson, de Thou, de Bailly, Fort, du Parc, de la Lande, de Beauregard, des Malcouronnes.
Cinq zones de la Puisaye sont classées « zone naturelle d'intérêt écologique, faunistique et floristique » (ZNIEFF) :
- La zone du lac du Bourdon, dit réservoir du Bourdon d'une superficie de 400 hectares environ s'étend sur le territoire des communes de Moutiers-en-Puisaye et de Saint-Fargeau, il possède un intérêt ornithologique (migration, reproduction et hivernage) et floristique au travers de quelques espèces (Cicendia filiformis, Droséra intermédiaire, Lobélie brûlante, Salicaire commune, Baldellia ranunculoides, Carex acuta et Juncus bulbosus)[23] ;
- La zone dite des étangs, bocage, landes et forêts de Puisaye au sud du Loing d'une superficie de 23 100 hectares environ s'étend sur le territoire des communes d'Arquian, Batilly-en-Puisaye, Bléneau, Breteau, Champoulet, Dammarie-en-Puisaye, Escrignelles, Faverelles, Feins-en-Gâtinais, Lavau, Moutiers-en-Puisaye, Ouzouer-sur-Trézée, Rogny-les-Sept-Écluses, Saint-Amand-en-Puisaye, Sainte-Colombe-sur-Loing, Saint-Fargeau, Saint-Martin-des-Champs, Saint-Privé, Thou, et Treigny[24] ;
- La zone dite des étangs bocages landes et forêts de Puisaye entre Loing et Branlin d'une superficie de 11 700 hectares environ s'étend sur le territoire des communes de Bléneau, Champcevrais, Champignelles, Mézilles, Moutiers-en-Puisaye, Saint-Fargeau, Saint-Martin-des-Champs, Saint-Privé, Saints, Saint-Sauveur-en-Puisaye, Tannerre-en-Puisaye et Villeneuve-les-Genêts[25] ;
- La zone dite de la vallée du Loing d'une superficie de 2 000 hectares environ s'étend sur le territoire des communes de Bléneau, Moutiers-en-Puisaye, Rogny-les-Sept-Écluses, Sainte-Colombe-sur-Loing, Saint-Fargeau, Saint-Martin-des-Champs, Saint-Privé, Saint-Sauveur-en-Puisaye[26] ;
- La zone dite de la Puisaye nivernaise d'une superficie de 11 400 hectares environ s'étend sur le territoire des communes d'Alligny-Cosne, Annay, Arquian, Bitry, Bouhy, Celle-sur-Loire, Ciez, Cosne-Cours-sur-Loire, Dampierre-sous-Bouhy, Donzy, Myennes, Neuvy-sur-Loire, Perroy, Saint-Loup et Saint-Verain[27].

Trois zones sont classées dans le réseau Natura 2000. Les deux premières constituent des haltes migratoires pour les oiseaux :
- La zone étangs de la Puisaye d'une superficie de 400 hectares environ est exclusivement située dans le Loiret principalement sur le territoire des communes d'Escrignelles, Breteau et Champoulet. Cette zone humide héberge notamment les espèces végétales Gratiole officinale, littorelle, Utriculaire, gentiane des marais et Hottonie des marais[D 1]
- La zone étangs oligotrophes à littorelles de Puisaye, à bordures paratourbeuses et landes d'une superficie de 500 hectares environ est exclusivement située dans l'Yonne en quatre zones distinctes (Bléneau, Moutiers-en-Puisaye, Saint-Martin-des-Champs et Treigny). On y trouve notamment les espèces végétales lobélie brûlante, littorelle à une fleur, elatine à six étamines, flûteau fausse-renoncule, boulette d'eau, sphaignes, les Orchis incarnat ou à fleurs lâches, Œnanthe à feuilles de fenouil, Ajonc nain ou Bruyère cendrée[D 2].
- Une zone de 93 hectares, essentiellement forestière (chênes, hêtres et aulnes notamment) est située sur le territoire de la commune de Treigny et baptisée landes et gâtines de Puisaye. Elle présente un intérêt botanique en hébergeant des espèces telles qu’Erica tetralix, Ajonc nain, Spiranthe d'automne, Hydrocotyle vulgaris, Genêt d'Angleterre, Germandrée scorodoine, Drosera à feuilles rondes. Le lucane cerf-volant ou les espèces de chauves-souris telles que le Grand murin ou le Vespertilion à oreilles échancrées vivent également sur le site[D 3].

### Patrimoine culturel
- Musée du grès à Saint-Amand-en-Puisaye[28]
- Musée d'art et d'histoire de Puisaye à Villiers-Saint-Benoît[29]
- Musée Colette et Maison natale de Colette à Saint-Sauveur-en-Puisaye
- Musée de l'aventure du son à Saint-Fargeau
- Musée de la Bataille de Fontenoy, et le Centre Régional d'Art Contemporain (CRAC), Musée M'an Jeanne au château du Tremblay  à Fontenoy

## Population et société

### Langue régionale
Le Poyaudin est un parler régional proche du Gâtinais.

### Personnalités liées à la région

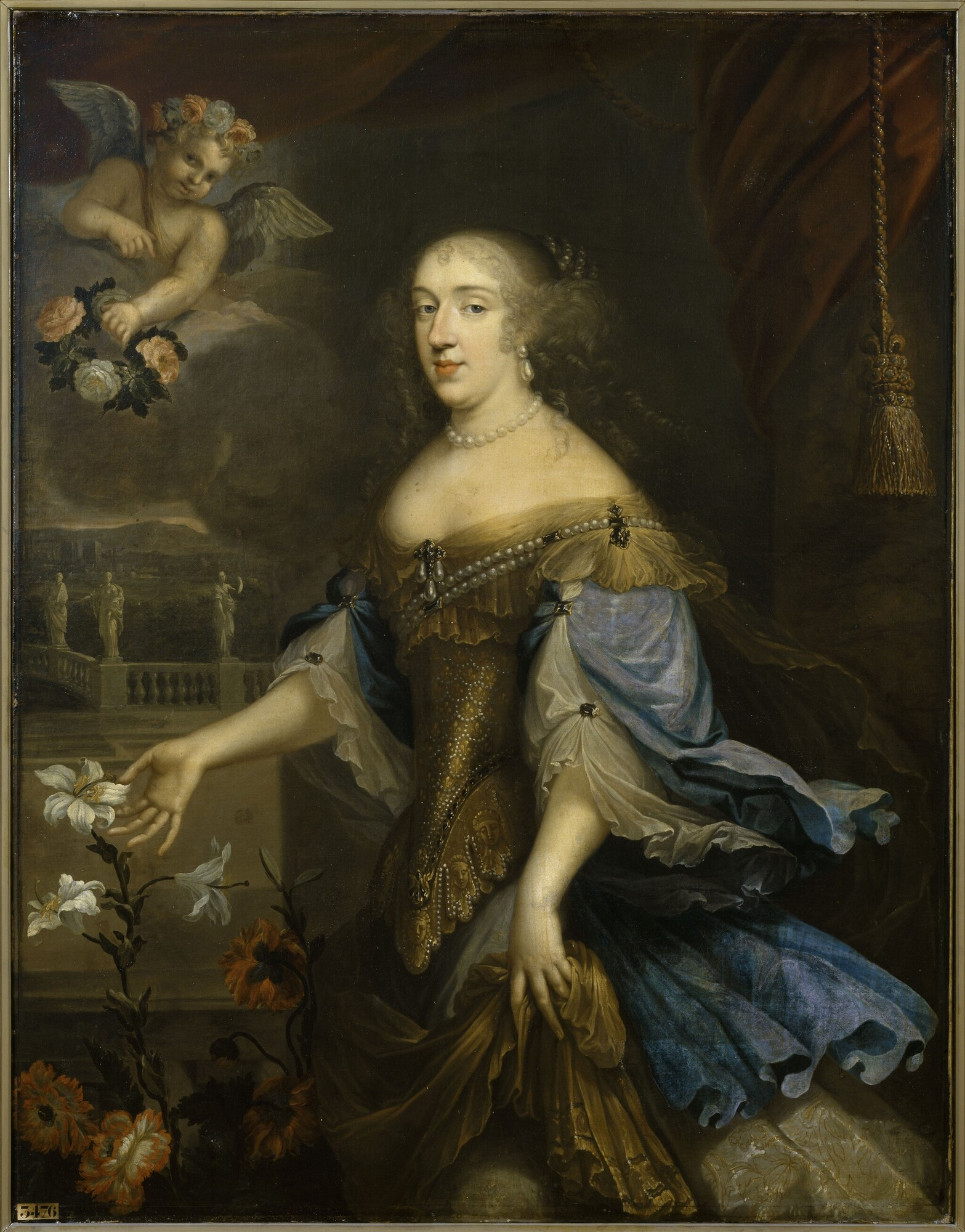
Anne-Marie-Louise d'Orléans

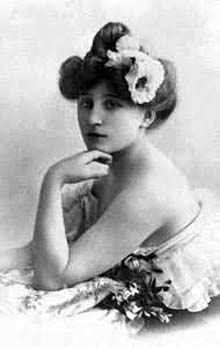
Colette

Plusieurs personnalités sont liées à la région :
- Anne-Marie-Louise d'Orléans dite La Grande Mademoiselle (1627-1693) séjourna au château de Saint-Fargeau ;
- Jules Mazarin, (1602-1661), diplomate, cardinal, principal ministre de Louis XIII et Louis XIV, acheta le duché de Nevers et la seigneurie de Puisaye en 1659 ;
- Louis-Michel Lepeletier de Saint-Fargeau (1760-1793), représentant de la Puisaye à la Convention comme député de l’Yonne ;
- André Jean Baptiste Robineau-Desvoidy (1799-1857), médecin, entomologiste et géologue français, est né à Saint-Sauveur-en-Puisaye ;
- Pierre Larousse (1817-1875), pédagogue, encyclopédiste, lexicographe et éditeur français, est né à Toucy ;
- Jean-Joseph Carriès (1855-1894), sculpteur, potier et miniaturiste, installa un atelier à Saint-Amand-en-Puisaye ;
- Fernand Clas (1868-1935), poète et écrivain français, à Leugny ;
- Sidonie-Gabrielle Colette dite Colette (1873-1954), romancière française, est née à Saint-Sauveur-en-Puisaye ;
- Léon Noël (1888-1987), conseiller d'Etat, représentant de la Puisaye à l’Assemblée nationale comme député de l’Yonne ;
- Norbert Pierlot, acteur et céramiste (1919-1979), actif au château de Ratilly, sur la commune de Treigny, entre 1951 et 1979 ;
- Xavier Deniau, haut fonctionnaire et homme politique français né en 1923, a été maire d'Escrignelles ;
- Antoine de Vinck, céramiste et sculpteur belge (1924-1992), actif à Treigny entre 1982 et 1992 ;
- Robert Deblander, céramiste (1924-2010), actif à Saint-Amand-en-Puisaye entre 1962 et 2010 ;
- Jean d'Ormesson, académicien, homme de lettres, romancier et chroniqueur français (1925-2017), a passé son enfance au château de Saint-Fargeau ;
- Yvette Szczupak-Thomas, écrivaine et peintre (1929-2003), née dans la commune de Sougères-en-Puisaye ;
- Hubert Reeves, astrophysicien (1932-2023), résidant partiellement à Malicorne ;
- Jean-Pierre Soisson (1934-2024), ministre d’Etat, représentant de la Puisaye à l’Assemblée nationale comme député de l’Yonne ;
- Guillaume Larrivé, né en 1977, conseiller d’Etat, représentant de la Puisaye à l’Assemblée nationale comme député de l'Yonne.

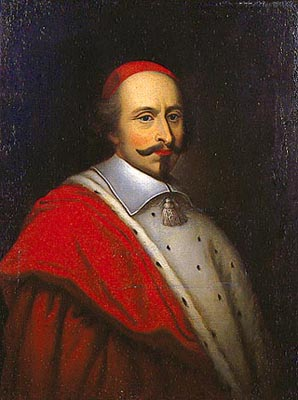
Jules Mazarin
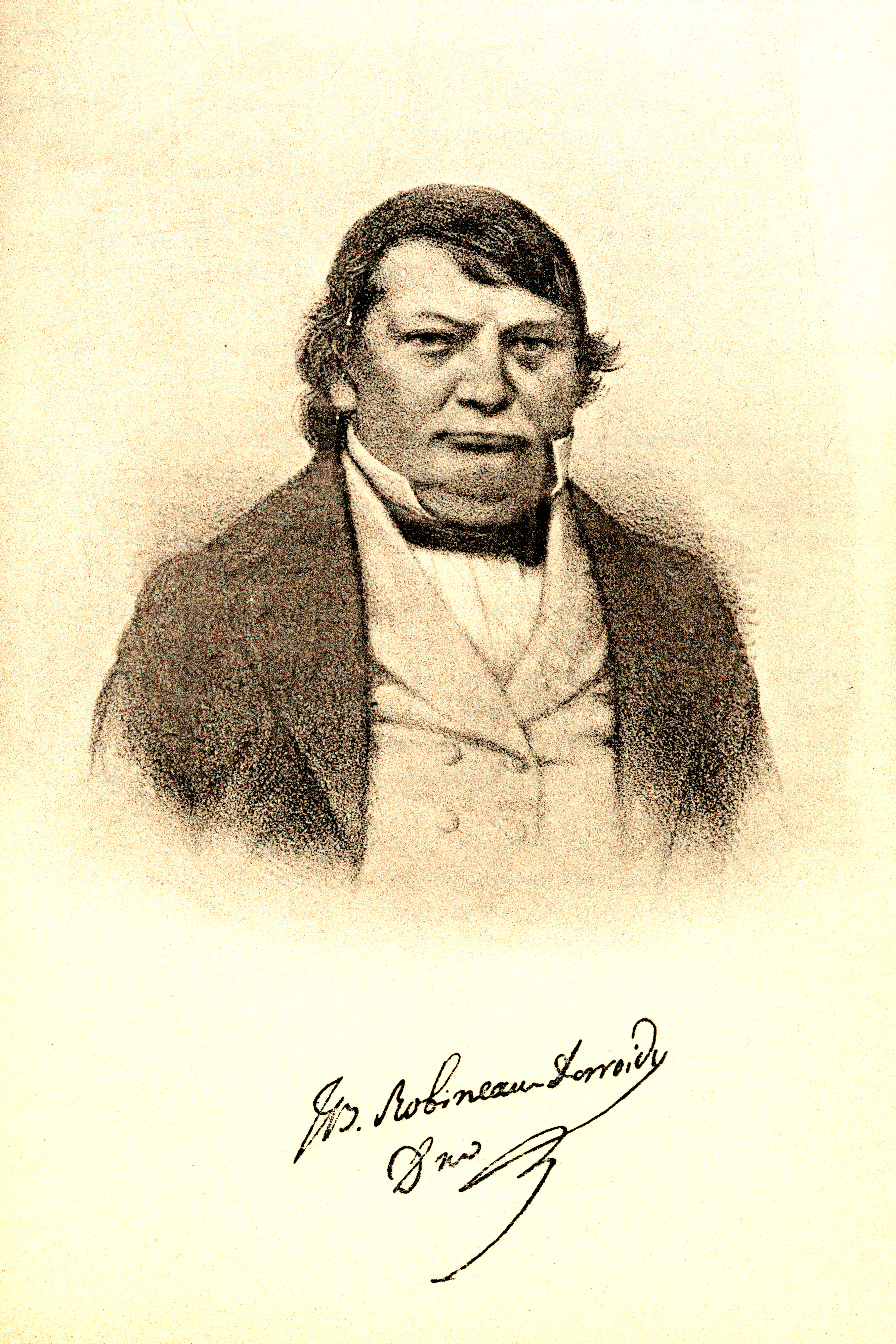
Robineau-Desvoidy
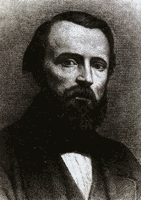
Pierre Larousse
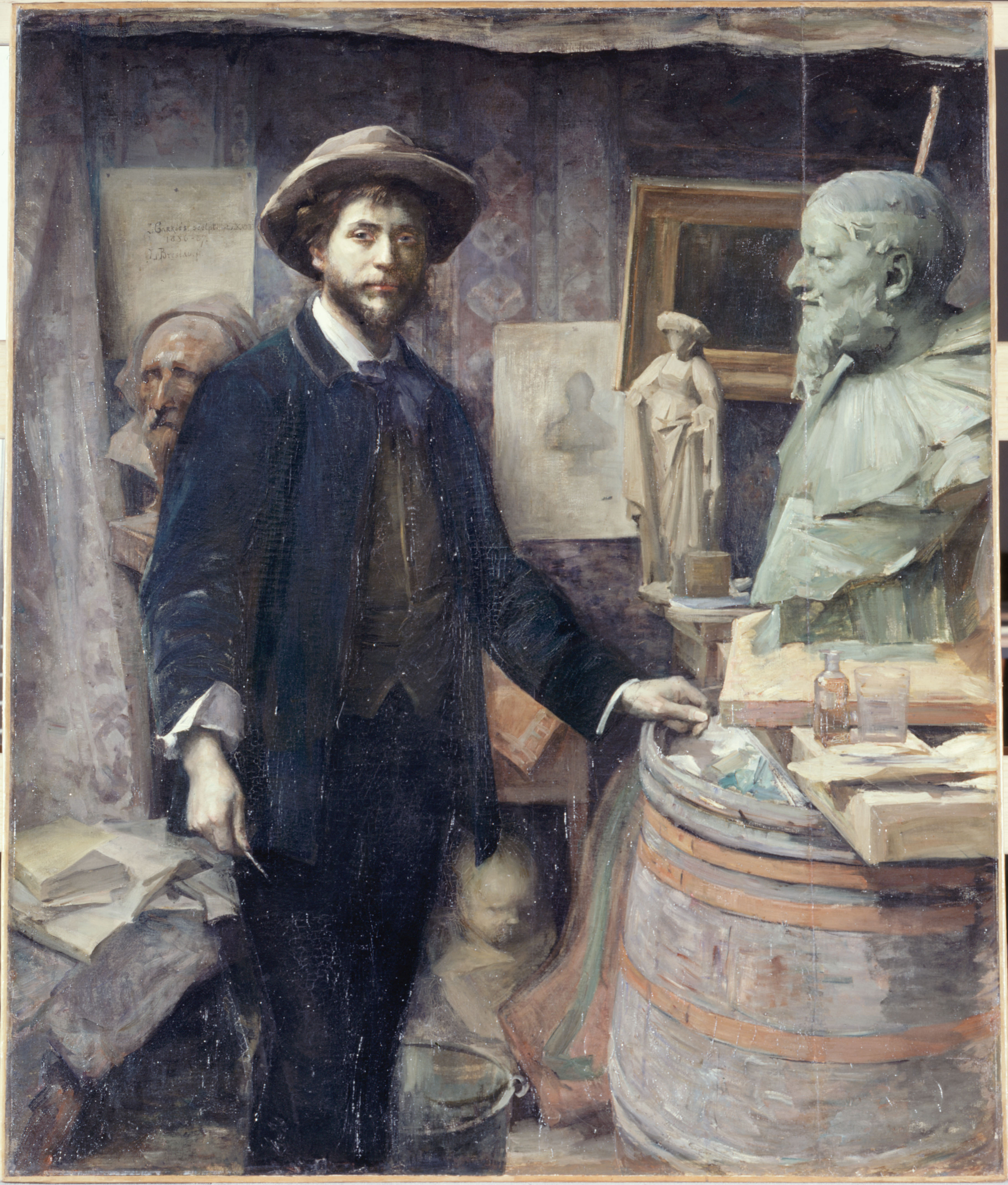
Jean-Joseph Carriès

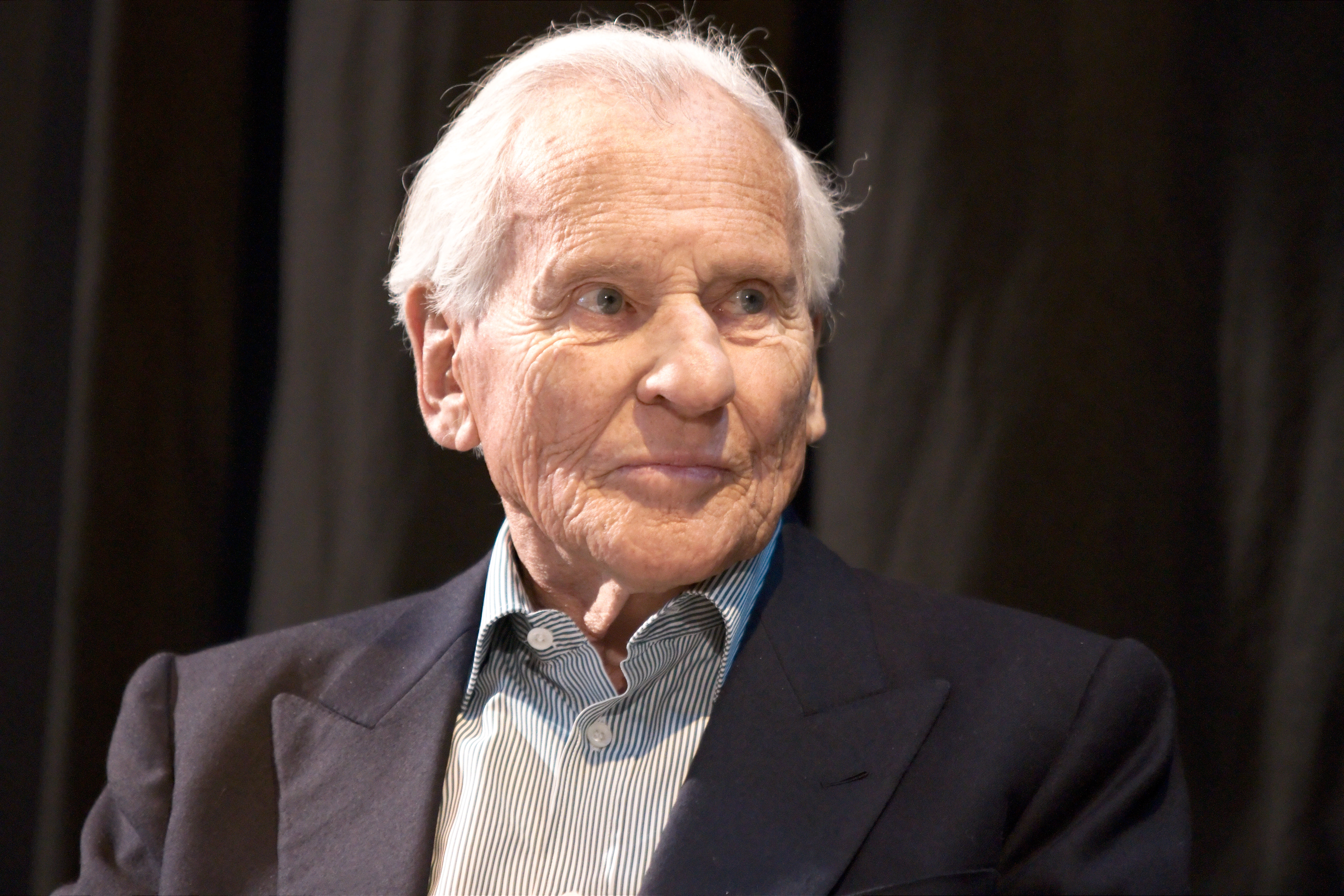
Jean d'Ormesson
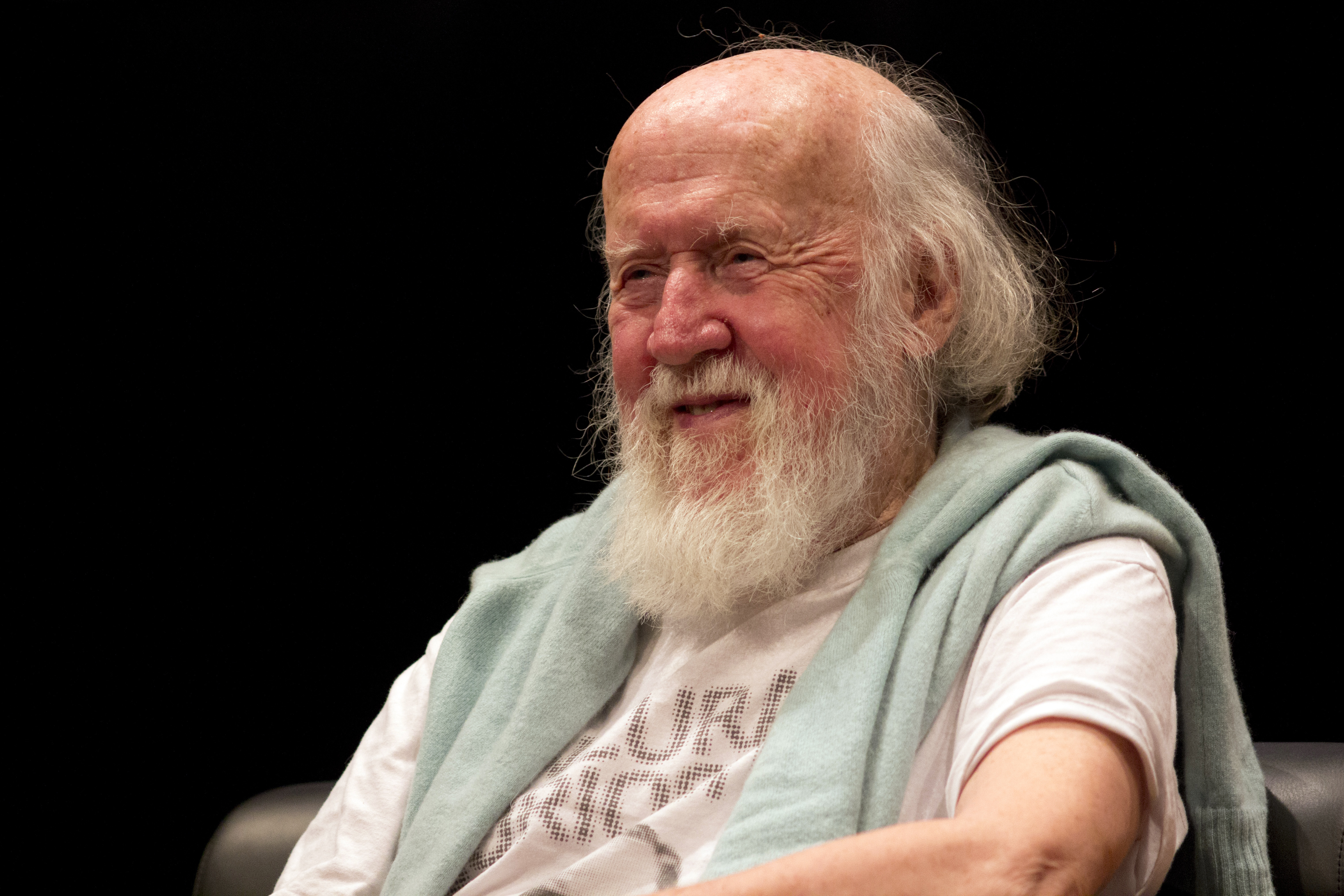
Hubert Reeves

### Manifestation
De nombreuses manifestations ont lieu tout au long de l'année dans toute la Puisaye : 
- Beau Marché de Toucy en mars,
- Plusieurs marchés potiers : printemps de la céramique en mars et l'Ascension des Potiers à l'Ascension à Saint Amand en Puisaye, Foire des Potiers en juillet à Saint Sauveur en Puisaye,
- Campagne en Fête en juin au château de Saint Fargeau,
- Jazz Festival de Toucy en juillet,
- Festival "Comme ça me chante !" en juillet à Saint Sauveur en Puisaye,
- Festival pyromélodique en juillet de Rogny les Sept Ecluses,
- Festival de l'Académie de musique de chambre de Thury en août,
- Bric à Brac en août de Mézilles,
- Festival les Nuits de Saint Sauveur en août,
- Fête des Moissons d'antan au Moulin de Vanneau à Saints en Puisaye,

- Les Estivales de Puisaye sont un festival de musique classique annuel qui se tient en août[30],
- Festival International des Écrits de Femmes en octobre à Saint Sauveur en Puisaye.

Une liste plus exhaustive peut être demandée auprès de l'Office de Tourisme de Puisaye-Forterre.

### Médias
Une édition locale du journal de la presse quotidienne régionale, L'Yonne républicaine du groupe Centre-France, couvre la Puisaye.
En 1999, la Puisaye fut le sujet du documentaire Forte est la Terre d'Andrew Orr et Pierre Bourgeois sur le monde rural diffusé par la chaîne de télévision Arte.

### Le «peuple poyaudin»
Le 29 novembre 1990, le député Xavier Deniau soumet à l'assemblée nationale, une proposition de loi pour « la reconnaissance au sein de la République française du peuple poyaudin ». Cette proposition faisait suite à l'opposition de Xavier Deniau, la semaine précédente, à une proposition similaire pour le « peuple corse ».